# مونته‌گالو
مونته‌گالو (به ایتالیایی: Montegallo) یک کومونه در ایتالیا است که در استان اسکولی پیچنو واقع شده‌است. مونته‌گالو ۴۸٫۶ کیلومتر مربع مساحت و ۶۰۳ نفر جمعیت دارد.